# Vela nos Jogos Pan-Americanos de 1959
As competições de vela nos Jogos Pan-Americanos de 1959 foram realizadas em Chicago, Estados Unidos. Esta foi a segunda edição do esporte nos Jogos Pan-Americanos. 

## Medalhistas
| Evento                   | Ouro                       | Prata                         | Bronze                            |
| ------------------------ | -------------------------- | ----------------------------- | --------------------------------- |
| Finn detalhes            | Kenneth Albury BAH Bahamas | Estebán Berisso ARG Argentina | William McLean USA Estados Unidos |
| Lightning detalhes       | BRA Brasil                 | ECU Equador                   | USA Estados Unidos                |
| Snipe detalhes           | BRA Brasil                 | CUB Cuba                      | USA Estados Unidos                |
| Dragão detalhes          | ARG Argentina              | USA Estados Unidos            | CAN Canadá                        |
| Star detalhes            | BAH Bahamas                | CUB Cuba                      | USA Estados Unidos                |
| 5,5 metros detalhes      | USA Estados Unidos         | CAN Canadá                    | ECU Equador                       |
| Flying Dutchman detalhes | USA Estados Unidos         | CAN Canadá                    | Sem premiação                     |

## Quadro de medalhas
| Ordem | País | Medalha de ouro | Medalha de prata | Medalha de bronze |    |
| ----- | --- | --------------- | ---------------- | ----------------- | -- |
| 1     | USA Estados Unidos | 2               | 1                | 4                 | 7  |
| 2     | BRA Brasil | 2               |                  |                   | 2  |
|       | BAH Bahamas | 2               |                  |                   | 2  |
| 4     | ARG Argentina | 1               | 1                |                   | 2  |
| 5     | CAN Canadá |                 | 2                | 1                 | 3  |
| 6     | CUB Cuba |                 | 2                |                   | 2  |
| 7     | ECU Equador |                 | 1                |                   | 1  |
| 8     | [[Image:Predefinição:Country flag IOC alias WES\|22x20px\|border\|Predefinição:Country IOC alias WES]]WES [[Predefinição:Country IOC alias WES nos Jogos Pan-Americanos de 1959\|Predefinição:Country IOC alias WES]] |                 |                  | 1                 | 1  |
| TOTAL | TOTAL | 7               | 7                | 6                 | 20 |

## Ligação externa
- Jogos Pan-Americanos de 1959